# America (časopis)
America je katolický měsíčník vydávaný jezuity ve Spojených státech, který sídlí v centru Manhattanu. Obsahuje zprávy a názory o katolicismu a jeho vztahu k americké politice a kulturnímu životu. Vychází nepřetržitě od roku 1909 a je k dispozici také online.
Díky své jezuitské příslušnosti je America považována za liberálně orientovanou tiskovinu a deník The Washington Post ji označil za „oblíbenou publikaci katolických liberálních intelektuálů“.

## Historie
Jezuitské provincie v USA založily v roce 1909 v New Yorku časopis America, který nadále vydávají jako tištěný týdeník. V letech 1936–1944 byl šéfredaktorem Francis Xavier Talbot.
Matt Malone se 1. října 2012 stal čtrnáctým šéfredaktorem, nejmladším v historii časopisu. V září 2013 časopis zveřejnil rozhovor papeže Františka s jeho spolubratrem jezuitou Antoniem Spadarou.
Na jaře 2014 Malone oznámil, že Amerika otevře kancelář v Římě s Gerardem O'Connellem jako korespondentem.
28. února 2017 spustil America podcast Jesuitical zaměřený na mladé katolíky.
V roce 2022 ukončil Matt Malone po deseti letech své působení v redakci.
Patnáctým redaktorem se stal Sam Sawyer.

## Kontroverze
Od roku 1998, kdy se Thomas J. Reese stal šéfredaktorem, se časopis stal kontroverzním kvůli publikování článků a názorů, které byly v rozporu s učením Svatého stolce o homosexualitě, kněžském celibátu, kontrole porodnosti, debatě o umělých potratech a dalších otázkách. Kongregace pro nauku víry navrhla ustavení cenzurního výboru, který by obsah časopisu přezkoumal. Reese odstoupil v květnu 2005. National Catholic Reporter tvrdil, že Reeseho rezignace byla vynucena Vatikánem, ačkoli Amerika i jezuitský generalát v Římě to popřely.
V roce 2009 redakční rada pod vedením Drewa Christiansena podpořila pozvání amerického prezidenta Baracka Obamy k udělení čestného titulu na univerzitě Notre Dame. To bylo kontroverzní, protože Konference katolických biskupů Spojených států amerických odrazovala katolické univerzity od vyznamenávání politiků a aktivistů, kteří podporovali právo na potrat.